# Russell Dlamini
Russell Mmiso Dlamini (Manzini, 23 ottobre 1973) è un politico swati, primo ministro dell'eSwatini dal 4 novembre 2023.

## Biografia
Russell Mmiso Dlamini è nato a Manzini, eSwatini (allora noto come Swaziland). La madre di Dlamini, Joanah (nata Vilakati), è una funzionaria statale in pensione. Ha lavorato come impiegata presso la Central Transport Administration (CTA). Il suo defunto padre Stephen Sipho Dlamini ha lavorato presso l'ufficio del re. Dlamini ha frequentato la scuola materna a Siteki prima che la sua famiglia si trasferisse a Mbabane, dove ha iniziato la scuola alla Mangwaneni Primary School. A Mangwaneni ha frequentato la prima e la seconda elementare, per poi trasferirsi alla Mqolo Primary School dalla prima alla quinta elementare (dalla terza alla settima elementare). È stato il primo gruppo di alunni ad andare alla Mqolo Primary School. Dlamini ha studiato alla Masundvwini High School dalla prima alla terza elementare (dalla ottava alla decima elementare). Ha completato la sua istruzione superiore alla St. Marks High School dove ha frequentato la quarta e la quinta classe (11ª e 12ª classe).
Dopo aver completato la scuola superiore, Dlamini si è iscritto all'Università dello Swaziland (ora Università dell'eSwatini) dove ha conseguito una laurea triennale in scienze agrarie presso il campus di Luyengo. Si è poi iscritto part-time all'Università del Sud Africa (UNISA) dove ha completato la sua laurea con lode in amministrazione dello sviluppo e un master in pianificazione e gestione dello sviluppo sostenibile. Dlamini ha ottenuto altri certificati, tra cui un certificato in monitoraggio e valutazione, sistemi di gestione delle prestazioni e Gestione dei progetti. Nell'ottobre 2023 ha completato un programma in Sviluppo della gestione senior presso l'Università di Stellenbosch.

## Inizio carriera
Sulla sua pagina Facebook, Dlamini ha pubblicato una foto di se stesso al suo primo lavoro come benzinaio alla stazione di servizio Rob's Filling Station di Matsapha nel 1992. Ha raccontato di aver lavorato lì subito dopo aver completato il liceo, mentre aspettava di iniziare gli studi universitari. Dopo aver completato la sua laurea triennale, ha lavorato per due anni come insegnante nella sua ex scuola, la Masundvwini High School, prima di unirsi a World Vision Swaziland. Tramite World Vision ha lavorato in Zambia e come direttore dei programmi integrati in Ruanda. Dlamini ha anche lavorato come consulente di gestione presso Virtue Consulting nella Repubblica del Sudafrica. Nel novembre 2015, è stato nominato CEO della National Disaster Management Agency. Prima della sua nomina a Primo Ministro, Dlamini è stato pastore senior presso la Nhlambeni Apostolic Faith Mission (AFM).

## Primo Ministro dell'Eswatini (2023-in corso)
Dlamini salì alla ribalta quando il re Mswati III lo annunciò come nuovo Primo Ministro durante il Sibaya (Parlamento del popolo) il 3 novembre 2023. Ciò seguì giorni di speculazioni su chi il re avrebbe nominato come Primo Ministro. Sebbene Dlamini fosse stato l'amministratore delegato della National Disaster Management Agency prima della sua nomina, era un individuo relativamente oscuro nella società swazilandese. Dlamini apparve per la prima volta sulla scena politica il 26 ottobre 2023 nello stesso luogo (Sibaya) in cui fece una presentazione come uno dei relatori durante le consultazioni pubbliche commissionate dal re.
La nomina di Dlamini è avvenuta in seguito alle elezioni generali del settembre 2023. La Costituzione dell'eSwatini stabilisce che tutti i membri del gabinetto, incluso il Primo Ministro, debbano essere membri del Parlamento prima di poter essere nominati nel gabinetto. La sua nomina da parte del re ha effettivamente significato che Dlamini sarebbe diventato anche un membro nominato del Parlamento. Ha giurato come membro della Camera dell'assemblea il 6 novembre in Parlamento e successivamente giurato come Primo Ministro il giorno seguente presso gli uffici del gabinetto. Il mandato del Primo Ministro, insieme a quello del Parlamento, è di cinque anni.